# 奇門遁甲 (1982年電影)
《奇門遁甲》是1982年上映的一部香港動作電影，由袁和平執導，袁日初、梁家仁 、袁祥仁、袁振洋、袁信義等袁家班出演。本片出現許多諸如剪紙化蝶、移形換影、紙蝶渡橋、飛刀飛劍等動作設計，獲提名第2屆香港電影金像獎最佳武術指導。

## 劇情概要
清朝康熙期間，當朝嚴格規定滿漢不通婚，蝙蝠法師為了加官晉爵，出賣好友八旗軍總教頭高雄與漢人女子通婚消息給肅親王，肅親王遂命令高雄殺死老婆。高雄不從，眼睜睜看著老婆被殺，正要行刺王爺的同時，蝙蝠法師出現和高雄展開一場廝殺。為了脫逃，挾持小貝勒順利逃離，來到海邊時高雄發現自己失手勒死小貝勒。歸隱後碰巧在樹下撿到一名棄嬰，便取名「樹根」。為了掩飾罪行，就陰差陽錯地把小貝勒的玉佩給樹根戴上。過了十四年，蝙蝠法師手下四處追緝高雄，意外發現發酒瘋的高雄，並誤認身旁戴著玉佩的樹根是小貝勒，就此罷手。消息傳回給蝙蝠法師後，再次派手下刺殺高雄，打鬥中高雄眼睛受石灰粉所傷，樹根尋藥求治，誤打誤撞來到一處莊院，偶遇了法術高手的師兄妹奇门和遁甲，他們整天吵架鬥嘴，最後劃清界線各居一方。奇門因認定樹根與己有緣，便贈療傷聖藥讓其帶回醫治高雄。高雄的眼睛在破廟中被治癒後，莫名其妙地趕走樹根。隨後蝙蝠法師親自出馬找上倆人，先是用銀針點穴制住樹根，然後找上高雄，年老力衰的高雄使盡全力仍不敵心狠手辣的蝙蝠法師，臨死前告知倒地的樹根方才趕走他的原因後身亡。起初蝙蝠將自己誤以為是小貝勒的樹根帶回，後來得知其並非真實小貝勒，老奸巨猾的蝙蝠為了升官發財，偽造了樹根的腳踏七星，並以利誘方式極力說服樹根完成自己的霸業。原先樹根佯裝答應蝙蝠要求，在被解開束縛後欲殺蝙蝠為養父報仇。但蝙蝠放出了被自己殘忍培育的甕中怪嬰對抗樹根。一開始怪嬰先是戲耍了樹根一番，最後樹根打出心理戰術，以一個醜字瓦解怪嬰破碎的心，在怪嬰傷心之際跳窗逃離。逃出生天的樹根回到奇門和遁甲的居處，拜在其師父門下成為倆人的師弟，平時除了學法就是伺候脾氣古怪的兩個老怪物，動輒不是打就是罵。得知樹根下落的蝙蝠法師氣沖沖地將放走樹根的甕中怪嬰殺死，並親自來到奇門遁甲的居處下戰帖。隔日便利用自己易容術化妝成奇門模樣接近遁甲，並殺害了遁甲。眼見養父和師姐前後慘死在蝙蝠手下的樹根，決心完成遁甲遺願前往酆都鬼城參加十年一度的五雷天師令爭奪賽。在賽場，樹根先後完成三道關卡考驗，就在取得令牌之際，一名黑衣殺手不斷從中作梗企圖破壞樹根前行。在一番打鬥後樹根拆穿了黑衣殺手身份，原來正是蝙蝠法師。在接連武打和鬥法之後，敗下陣來的蝙蝠硬是強行搶下天師令牌，最後被張天師的座騎神獸所殺。樹根奪回令牌將其供在師姐遁甲的靈前，豈料遁甲竟意外現身，表示自己用龜息功騙過所有人。最後在奇門和遁甲再次爭吵不休的狀況下，樹根取出天師令，勒令倆人從此不得再爭鬥，全片結束。

## 演員
| 演員   | 角色     | 備註             |
| 袁日初 | 樹根     |                  |
| 梁家仁 | 奇門     |                  |
| 袁祥仁 | 遁甲     |                  |
| 袁振洋 |          | 蝙蝠法師手下     |
| 高雄   | 高雄     | 八旗軍總教頭     |
| 袁信義 | 蝙蝠法師 |                  |
| 黃哈   | 玄真法師 | 詐財之祈雨法師   |
| 王將   |          | 蝙蝠法師手下     |
| 朱剛   |          | 肅親王手下       |
| 趙中興 |          | 參加天師會之法師 |
| 黃偉方 |          | 肅親王手下       |
| 袁龍駒 |          | 蝙蝠法師手下     |
| 林滿華 |          |                  |
| 岑潛波 |          | 參加天師會之法師 |
| 劉晃世 |          | 參加天師會之法師 |
| 龍英   |          | 參加天師會之法師 |
| 譚鎮渡 |          | 參加天師會之法師 |
| 蔡宗榮 |          |                  |
| 鄭偉正 |          | 參加天師會之法師 |
| 袁正就 |          | 天師會判官手下   |

## 獎項
| 年份 | 頒獎典禮            | 獎項         | 獲提名                                         | 結果 |
| ---- | ------------------- | ------------ | ---------------------------------------------- | ---- |
| 1983 | 第2屆香港電影金像獎 | 最佳武術指導 | 袁和平、袁振洋、袁信義、袁祥仁、袁日初、趙中興 | 提名 |
| 1983 | 第2屆香港電影金像獎 | 十大華語片   |                                                | 獲獎 |